# Skivekredsen
Skivekredsen er en tidligere valgkreds, der i 1920 blev en opstillingskreds i Viborg Amtskreds. Fra 2007 er kredsen en opstillingskreds i Vestjyllands Storkreds. Med undtagelse af afstemningsområderne i den nedlagte Fjends Kommune, der nu er en del af Viborg Vestkredsen, så er resten af Skivekredsen intakt og i arealmæssig forstand identisk med den nye Skive Kommune efter Strukturreformen i 2007.

## Afstemningssteder i 2005
Den 8. februar 2005 var der 42.004 stemmeberettigede vælgere i kredsen.
Til og med Folketingsvalget 2022 rummede kredsen flg. kommuner og valgsteder::
1. Fjends Kommune (dog kun til og med valget i 2005)
  1. Mønsted
  2. Stoholm
  3. Vridsted

1. Sallingsund Kommune
  1. Durup
  2. Glyngøre
  3. Hjerk-Harre
  4. Roslev
2. Skive Kommune
  1. Aakjærhallen
  2. Brårup Skole
  3. Hem Skole
  4. Højslev Skole
  5. Rønbjerghallen
  6. Skivehus Skole
  7. Ørslevkloster Skole
3. Spøttrup Kommune
  1. Balling – Volling
  2. Brøndum – Hvidbjerg
  3. Håsum – Ramsing
  4. Krejbjerg
  5. Lem – Vejby
  6. Lihme
  7. Oddense – Otting
  8. Rødding
4. Sundsøre Kommune
  1. Breum
  2. Fur
  3. Jebjerg-Lyby
  4. Selde
  5. Thise
  6. Thorum

## Historie

### Generelt
Fra 1848 var kredsen en blandet land- og bykreds. I begyndelsen var bønderne den største vælgergruppe. Frem til 1920 bevarede landmændene deres position som tungen på vægtskålen. De konservative bypartier og senere Socialdemokaterne lærte hurtigt, at hvis de skulle have en chance i kredsen, så skulle de opstille en landmand. De var sikre på at få stemmer i Skive by, mens der skulle kæmpes om landboernes stemmer. Netop kampen om landboernes stemmer gjorde, at valgkredsen i perioder blev betegnet som en udpræget kampkreds mærkværdig som få.
Efter deres nederlag ved valgene i 1848-1850 opstillede de konservative partier helst lokale gårdejere, eventuelt lokale proprietærer eller godsejere. De kunne også opstille konservative gårdejere udefra. I 1906 og 1909 opstillede Højre en landsbylærer, der boede nogenlunde midt i kredsen.
Fra 1898 og frem til 1918 opstillede Socialdemokraterne journalister eller husmænd, mens Venstre fra 1848 til 1918 kun fik valgt lokale gårdejere eller husmænd.
I forhold til andre dele af Jylland, så har Skive-egnen ry for at være en radikal højborg. Traditionelt har de radikale stået stærk i Skivekredsen, i den tidligere Vinderup Kreds og i den vestlige del af Viborgkredsen.
I 1800-tallet repræsenterede Bertel Nørgaard og Christian Jensen udprægede demokratiske synspunkter. I begyndelsen af 1900-tallet arbejdede Carl Hansen og Hans Nielsen for demokratiske reformer. I 1900-tallet er der ofte blevet valgt radikale i de tre kredse omkring Skive. Den lokale avis Skive Folkeblad er Jyllands eneste tilbageværende radikale dagblad.

### Stændertiden
Skivekredsen, der var det 18. valgdistrikt i Jylland, blev oprettet i 1834 i forbindelse med valget til Den nørrejyske Stænderforsamling, der skulle mødes i Viborg.
Valgret havde selvejerbønder, der ejede mindst 4 tønder hartkorn og fæstebønder, der drev mindst 5 tønder hartkorn. Til valgbarhed krævedes der dobbelt på meget jord.
Kredsen havde 2 afstemningssteder:
- Afstemningsstedet i Skive, der omfattede de 4 herreder i Salling under Viborg Amt.
- Afstemningsstedet på Proprietærgården Landting ved Vinderup, der omfattede en række sogne i Ginding og Hjerm herreder.

Ved det første valg blev gårdejer og møller Søren Revsgaard fra Vium Mølle i Hjerk Sogn valgt som valgdistriktets repræsentant. Ved de efterfølgende valg blev selvejerbonde Peder Lydersen fra Hvidbjerg Sogn valgt som egnens stænderdeputerede.

#### Nabokredsene
17. og 18. valgdistrikt var geografisk flettet ind i hinanden. 18. distrikt havde 2 afstemningssteder, mens 17. distrikt havde 3 afstemningssteder, nemlig:
- Afstemningsstedet i Holstebro, der omfattede den sydlige del af Hjerm og Ginding Herreder.
- Afstemningsstedet i Viborg, der omfattede Nordfjends, resten af Fjends Herred og sognene omkring Viborg.
- Afstemningsstedet på Lerkenfeldt mellem Farsø og Vester Bølle, der omfattede Sydvesthimmerland.

Valgte i 17. valgdistrikt
- 1834: Selvejer Christian Skov fra Baadsgaard ved Højslev i Nordfjends. (Suppleant: proprietær Rasmus Bay fra Sødal i Rødding Sogn mellem Tjele og Viborg).
- 1841: Rasmus Bay til Sødal. (Suppleant: Boserup til Stubbegaard i Sevel Sogn).
- 1847: Mads Pagh Bruun til Bruunshaab, senere formand for Landstinget.

#### Sædegårdsejerne
Godsejerne fra Salling stemte sammen med andre godsejere syd for Limfjorden (Viborg, Ringkøbing og Ribe amter).
Standsvalgte sædegårdsbesiddere fra Viborg Amt og den senere Vinderup kreds:
- 1834: Rasmus Ægidius til Kvistrup i Gimsing Sogn (i 17. valgdistrikt), Hans Jørgen Ring de Fønss til Ørslevkloster i Nordfjends. Førstesuppleant: Nis Nissen til Spøttrup.

#### Købstæderne
Borgerne i Skive hørte til det 8. købstadsdistrikt, som foruden Skive også omfattede Thisted, Nykøbing Mors og Nibe købstæder. (Dengang var Løgstør ikke en købstad).

#### Gejstligheden
Repræsentanterne for præster, provster og biskopper blev udnævnt af Kongen (i praksis af regeringen).
Den nørrejyske præstestand havde to medlemmer i stænderforsamlingen. Den ene var en biskop, mens den anden var en stiftsprovst, en amtsprovst eller en seminarieforstander.

##### Biskopper
Kredsens knapt 40 sogne i Salling hører til Viborg Stift.
Indtil 1922 hørte Ginding og Hjerm til Ribe Stift. Dvs., at kredsens sogne mellem Skive og Struer (Estvad-Rønbjerg, Ejsing, Sahl, Hjerm, Gimsing og Vejrum) hørte under biskoppen over Ribe Stift.
I 1836-1840 var det biskoppen i Viborg, der var medlem af stænderforsamlingen. I 1842-1848 var der biskoppen i Ribe, der var stænderdeputeret.
Nicolaj Esmark Øllgaard (1775–1863), der var biskop over Viborg Stift i 1830–1854, deltog i stænderforsamlingens møder i 1836, 1838 og 1840. I 1832 havde Nicolaj Øllgaard været én af de syv jyske oplyste mænd, der – sammen med 28 oplyste mænd fra Øerne – udarbejdede den endelige anordning om stænderforsamlingerne i Roskilde og Viborg.
Tage Müller (1780–1849), der var biskop over Ribe Stift i 1833–1849, deltog i stænderforsamlingens møder i 1842, 1844, 1846 og 1848. Tage Müller blev kongevalgt medlem af den grundlovgivende rigsforsamling.

##### Præster og provster
Amtsprovst Henrik Christopher Schmidt (1774–1848), der deltog i stænderforsamlingens møder i 1836, var præst i Vær–Nebel fra 1800, amtsprovst i Skanderborg Amt fra 1812 (oprindeligt kun provst i Voer, Nim og Hads herreder), pensioneret i 1842.
Stiftsprovst Peter Tetens Hald (1802–1864), deltog i stænderforsamlingens møder i 1838 og 1840. Her optrådte han som liberal, og derfor blev han aldrig biskop.
P.T. Hald var søn af Søren Hald (1765-1809), præst i Oddense-Otting. I 1833 blev P.T. Hald kapellan ved Budolfi Kirke i Aalborg. Fra 1837 var han sognepræst ved domkirken og stiftsprovst for Aalborg Stift.
Stiftsprovst Laurids Schjødte (1792–1843), deltog i stænderforsamlingens møder i 1842. Han blev sognepræst for Viborg Domkirke samt for Asmild og Tapdrup Kirker i 1827. Året efter blev han tillige stiftsprovst over Viborg Stift. Da sognene i Salling hører til Viborg Stift, var Laurids Schjødte også stiftsprovst over Salling.
Amtsprovst Jens Møller, deltog i stænderforsamlingens møder i 1844 og 1846. Møller blev 1813 kapellan hos amtsprovsten for Hindborg m.fl., amtprovst A.P. Bregendahl var også præst i Skive-Resen, Møller blev i 1821 sognepræst for Grinderslev og Grønning i Viborg Stift, hvortil 1824 Tise Sogn lagdes, i 1834 blev han tillige provst for Salling og Fjends Herreder. Han var medlem af Viborg amtsråd i 1842–1854.
Præst og seminarieforstander Frederik Nielsen deltog i den sidste nørrejyske stænderforsamling i 1848. Nielsen valgtes som landstingsmand for Maribo Amt i 1859, og han mødte i de 3 følgende rigsdagssamlinger. Nielsen var sognepræst i Jebjerg-Lyby 1836–1843. I 1843–1856 var han forstander for Lyngby Seminarium i Djursland og tillige sognepræst for Lyngby-Albøge.

### Vagtskifte i marts 1848
De to præster (biskop Tage Müller og forstander Frederik Nielsen) var de eneste med lokal tilknytning, der politisk overlevede marts 1848. T. Müller blev kongevalgt medlem af den grundlovgivede rigsforsamling efteråret 1848, og F. Nielsen blev senere valgt til landstinget for Maribo amt.
De stænderdeputerede bønder (P. Lydersen og S. Revsgaard) søgte ikke valg efter 1848, selv om især Peder Lydersen fortsat spillede en rolle i kulisserne.

### Den grundlovgivende Forsamling
Ved valget til Den grundlovgivende Forsamling i 1848 blev valgretten kraftigt udvidet, og det blev bestemt, at de fire stænder (godsejere, præster, købstadsborgere og bønder) skulle stemme sammen.
Nu var det ikke standen, men kun bopælen, der bestemte, hvem man skulle stemme sammen med. Dette betød, at borgerne fra Skive By samt egnens godsejere og præster for første gang kom i valgkreds med Sallings bønder.
Sognene ved Vinderup blev afgivet til Holstebrokredsen, og de fleste landssogne i Hindborg Herred blev afgivet til Viborgkredsen. Til gengæld blev Skive by nu en del af kredsen.
Ved valget opstillede fremstående borgere fra Skive rektor Olsen fra Viborg, som de regnede med at få valgt. Der var to outsidere. Den ene var stiftsamtmanden over Viborg amt. Den anden var gårdejer Bertel Nørgaard fra Krejbjerg.
Ved valget brugte bønderne overraskende deres flertal og valgte Bertel Nørgaard. I 1849-1850 vakte genvalget af en bonde voldsom vrede i Skive by.

### 1849-1894
Fra 1849 til 1970 var Skivekredsen Viborg Amts første Kreds. Fra 1850 til 1920 skulle de andre folketingsmedlemmer derfor tiltale kredsens repræsentant som Det ærede Medlem fra Viborg Amts første Kreds
Ved vedtagelsen af valgloven i 1849 fik Bertel Nørgaard ført Hindborg Herred tilbage til Skivekredsen. Indtil 1894 består kredsen af de fire herreder i Salling samt Skive by.
Fra 1850 var Bertel Nørgaard egnens ledende politiker. Han var bondeven og højskolemand, men stod i modsætning til grundtvigianerne. Nationalliberale politikere som Johan Grundtvig betragtede Sylvester Jørgensen fra Ringkøbingkredsen og Bertel Nørgaard fra Krejbjerg som de to mest yderligtgående bondevenner.
Bertel Nørgaard oprettede Krejbjerg højere Bondeskole, der senere blev til Oddense Landbrugsskole. Nørgaard fik en bevilling til sin højskole sat på finansloven, og grundlagde dermed den tradition, at Folketinget lovgiver om folkehøjskoler og landbrugsskoler.
Efter 1864 vandt Mellempartiet indpas i kredsen. Kredsens to ledende politikere (Christian Jensen og Søren Lybye) tilsluttede sig begge dette parti, og de var begge gårdejere. Kredsens tredje politiker (Brinck-Seidelin) tilsluttede oprindeligt også Mellempartiet, men blev senere højremand.
Efter 1870 tilsluttede Chr. Jensen sig Det forenede Venstre, mens Søren Lybye bevægede sig i retning af Højre. Søren Lybye fik næsten alle stemmer fra Skive by samt et mindretal af bøndernes stemmer. Flertallet af bønderne stemte på Chr. Jensen.
Højre svandt efterhånden ind. Omkring 1882 blev kredsen regnet for en sikker kreds for den radikale fløj af Venstre. Efter Chr. Jensens død i 1883 fik den moderate leder Holstein-Ledreborg opstillet gårdejer, senere kreditforeningsdirektør, Jens Peter Dalsgaard fra Harre.
J.P. Dalsgaard var ganske vist radikal, men Holstein-Ledreborg vurderede, at Dalsgaard kunne bevæges i moderat retning. Sådan kom det også til at gå. Frem til 1890 stod J.P. Dalsgaard i den radikalt prægede bergske gruppe af Venstre. Derefter tilhørte han den moderate del af Venstre.
J.P. Dalsgaard var kredsens folketingsmand 1883-1902. Derefter var han landstingsmand fra 1902 til sin død i 1923.

### 1895-1920
I 1895 blev der oprettet 12 nye valgkredse. Skivekredsen måtte afgive Rødding, Lihme, Lem-Vejby og Håsum-Ramsing kommuner i Rødding Herred til den nyoprettede Vinderupkredsen i Ringkøbing Amt.
Da J.P. Dalsgaard blev valgt til Landstinget i 1902, skulle efterfølgeren vælges ved et suppleringsvalg. Valgkampen blev bitter. Den moderate fløj af Venstre opstillede gårdejer A. K. Slot, der tidligere havde været folketingsmand for Kjellerupkredsen. Den radikale fløj opstillede husmand, Carl Hansen. Den sidstnævnte vandt valget med få stemmers flertal. I Folketinget tilsluttede Carl Hansen sig Venstrereformpartiet.
Den bitterhed mellem moderate og radikale, som valget i 1902 havde skabt, prægede Skivekredsen i flere generationer.
Efter Albertis fald i 1908 splittedes Reformpartiet i flere stridende fraktioner. Samtidigt måtte resterne af partiet acceptere den moderate Niels Neergaard som konseilspræsident i en koalitionsregering mellem Reformpartiet og De Moderate.
I begyndelsen af 1909 rettede landstingsmand J.P. Dalsgaard på vegne af De Moderate et angreb på Carl Hansen. For at undgå en krise mellem regeringspartierne meldte Hansen sig ud af Reformpartiet. Senere på året forlod han Folketinget for at koncentrere sig om opgaven som redaktør af Skive Folkeblad.
Alberti-skandalen udløste en hidtil ukendt lede ved landspolitik og uvilje med de politiske partier. Ved valgene i 1909, 1910 og 1913 blev der derfor valgt nogle løsgængere (partiløse) i Viborg Amt. Fra 1909 til 1920 var Skivekredsen repræsenteret af Salling Landboforenings tidligere formand, gårdejer Hans Nielsen. Han var valgt på Skive Programmet, der var udarbejdet af den lokale uafhængige Venstreforeningen af 1908.
I Folketinget valgte løsgængerne fra Viborg Amt at gå i valgforbund med Det radikale Venstre. Hans Nielsen havde egentligt ønsket at blive medlem af Reformpartiets folketingsgruppe, men da partiets leder I.C. Christensen ikke kunne acceptere det antimilitaristiske "Skive Program", var denne mulighed udelukket.

#### Valgalliancer
Før 1918 havde man valg i enkeltmandskredse, og der var ingen tillægsmandater. Derfor var alle stemmer på de tabende kandidater spildte. For at undgå stemmespild aftalte partierne ofte landsdækkende valgalliancer. Dette betød, at de delte kredsene imellem sig.
I 1898 og 1901 var der en landsdækkende alliance mellem Venstrereformpartiet og Socialdemokratiet. Aftalen betød, at Socialdemokraterne stillede op i Skive, mens Reformpartiet stillede op i nabokredsene. I 1903 var der ingen alliance mellem reformfolk og socialdemokrater. Dette betød, at Højre (især i København) gik frem på bekostning af Reformpartiet.
Ved valgene i 1906-1918 var Socialdemokraterne i landsalliance med De Radikale. Lokalt betød aftalen, at Socialdemokraterne stadig skulle stille op i Skive. Alliancen betød, at det radikale landsforbund støttede folketingsmand Hans Nielsens socialdemokratiske modkandidater, samtidig med, at Hans Nielsen var medlem af den radikale valggruppe i Folketinget.
Fra 1892 og frem var en uformel landsalliance mellem Højre og De Moderate. Det var i kraft af denne alliance, at Alberti væltede Hørup i Køge i 1892. Lokalt blev denne alliance fulgt, dog kunne man ikke enes om en fælles kandidat i 1906. Ved valgene i 1909, 1910 og 1913 var alliancen genoprettet. Alliancen var særlig intens ved valget i 1910.

### 1920-1970
I 1920 blev Skivekredsen en del af den nye store valgkreds: Viborg Amtskreds. Den lokale kreds fortsatte dog som en opstillingskreds. Hans Nielsen ønskede ikke at opstille i den nye amtskreds, og Venstreforeningen opstillede Radikal Ungdoms tidligere formand Bertel Dahlgaard som kandidat. Senere indmeldte "Venstreforeningen af 1908" sig i "Det radikale Venstre".
Bertel Dahlgaard var folketingsmand for Skivekredsen i 40 år (1920-1960). Desuden var han minister to gange (1929-1940 og 1957-1961).
Indførelsen af tillægsmandater i 1918 gav opstillingskredsene mulighed for at få valgt flere folketingsmedlemmer samtidigt. I Skivekredsen blev Socialdemokratiet det største parti i 1939. Fra 1930'erne og til og med valget i 1984 var kredsen repræsenteret både af en socialdemokrat og en radikal. Fra 1973 har andre partier også fået valgt repræsentanter i kredsen.

### 1971-2006
I 1971 blev Thistedkredsen fra den tidligere Thisted Amtskreds til Viborg Amts 1. opstillingskreds, mens Morsøkredsen også fra det tidligere Thisted Amt blev til Viborg Amts 2. opstillingskreds. Skivekredsen var amtets 3. opstillingskreds i 1971-2006.
Efter Kommunalreformen i 1970 blev Vinderupkredsen delt mellem Holstebrokredsen og Skivekredsen. Rødding, Lihme, Lem-Vejby og Håsum-Ramsing sogne blev en del af Spøttrup Kommune og kom dermed "hjem til Skivekredsen" efter 75 år under Vinderupkredsen. Desuden måtte denne kreds afgive den tidligere Estvad-Rønbjerg kommune til den nye Skive Kommune.
Viborgkredsen blev rykket mod øst og måtte afgive det meste af Fjends Herred til Skivekredsen. Nordfjends blev en del af Skive Kommune, mens Midt- og Vestfjends dannede den nye Fjends Kommune, der også blev en del af Skivekredsen.
Socialdemokraterne bevarede deres mandat indtil Pernille Blach Hansen trådte ud af Folketinget den 1. marts 2007. De radikale fik ingen valgte i 1987-2001, men genvandt mandatet i 2005.
Mellem 1902 og 2005 har (den moderate fløj af) Venstre haft to folketingsmænd valgte i kredsen. Det var den senere borgmester i Spøttrup Kommune, proprietær Aksel Pedersen, der sad i Folketinget 1973-1978. Pedersen var opstillet i Skive i 1971 og i Morsøkredsen fra 1973. Den anden var tidligere fiskeskipper Svend Heiselberg, der var folketingsmedlem for Venstre 1979-2005. Heiselberg bor i Thistedkredsen, men var opstillet i Skivekredsen.
Andre partier har været repræsenteret i kortere perioder. Det var Konservative Folkeparti, Socialistisk Folkeparti, Kristeligt Folkeparti og Centrum-Demokraterne.
Repræsentanterne for Fremskridtspartiet og Dansk Folkeparti har været opstillet i andre kredse i Viborg Amt. Der eksempler på, at kandidater (opstillet i Skivekredsen) fra disse partier har været indkaldte som stedfortrædere i Folketinget.
I juli 2007 var Skivekredsens folketingsmedlemmer:
- Poul Erik Christensen (B) (valgt på et tillægsmandat)
- Steen Gade (F) (valgt på et tillægsmandat)

(Indtil marts 2007 var Pernille Blach Hansen (A) valgt på et kredsmandat.)

### Fra 2007
Den 1. januar 2007 blev den hidtidige Fjends kommune en del Viborg Kommune, og området blev samtidigt overført fra Skivekredsen til Viborg Vestkredsen.
Skivekredsen består herefter af Nordfjends og Estvad-Rønbjerg samt af de områder (Salling med Skive by), der hørte til kredsen i 1849-1894.
Skivekredsen hører fra 2007 under Vestjyllands Storkreds. Struerkredsen er storkredsens Første opstillingskreds, mens Skivekredsen er Anden opstillingskreds.

## Valgte repræsentanter

### Egnens landstingsmænd
Valgkredsene ved valg til Landstinget havde omtrent samme størrelse som nutiden storkredse ved valg til Folketinget. Kredsene omfattede flere amter eller dele af flere amter og var altså meget større end datidens små folketingsvalgkredse. Det meste af tiden var den enkelte folketingskreds uden direkte repræsentation i Landstinget. Til gengæld kunne en folketingskreds godt have flere repræsentanter i Landstinget i kortere perioder. Valgene til Landstinget var indirekte. Medlemmerne af Tinget blev udpeget at valgmændene, der mødtes på kredsens valgsted.
Fra 1949 til 1915 bestod den 8. landstingskreds af Thisted Amt samt den vestlige del af Viborg amt (Salling og Fjends) og den nordlige del af Ringkøbing amt. Kredsens valgsted var Skive. I 1849 var der 115 valgmænd i kredsen. I 1915 var deres tal steget til 227.
Indtil 1915 blev der valgt én valgmand i hver landkommune og flere valgmænd i hver købstadskommune. I 1918 blev valgmændene valgte i folketingskredsene.
I 1918 havde Skivekredsen 27 valgmænd, der fordelte sig således:
- Radikale Venstre: 14 valgmænd (2.229 stemmer).
- Socialdemokratiet: 5 valgmænd (754 stemmer).
- Venstre: 4 valgmænd (711 stemmer).
- Konservative Folkeparti: 4 valgmænd (702 stemmer).

Fra 1918 til 1953 bestod den 6. landstingskreds af Hjørring, Aalborg, Thisted, Viborg og Randers amter. Kredsens valgsted var i Aalborg. Antallet af valgmænd var 639 i 1918. I 1947 var der 794 valgmænd.
Landstingsmænd:
- 1858-1862: gårdejer Bertel Nørgaard, Krejbjerg, (bondeven).
- 1. oktober 1878-19. september 1894: gårdejer og sognefoged Søren P. Lybye, Hem. (Mellempartiet, senere Højre).
- 1902-1923: gårdejer, senere kreditforeningsdirektør Jens Peter Dalsgaard, Harre. (Moderate Venstre).
- 1918-1920: husmand Jens Peter Møller, Thorum. (Det Radikale Venstre).
- 1920-1932: gårdejer Hans Nielsen, Dølby, (radikal).
- 1932-1939: husmand Johs. Kr. Johansen, Kvosted, (senere husejer i Løgstrup) (Socialdemokratiet).
- 1939-1947 (indtrådt som stedfortræder efter Gunnar Fog-Petersens død i slutningen af 1939): gårdejer Gudik Gudiksen, Hesthave mellem Rødding og Krejbjerg, (radikal).

### Folketingsmedlemmer 1957-2001
- 1920-1966: Bertel Dahlgaard, født 1887 på Hesthave mellem Rødding og Krejbjerg, (Indenrigsminister 1929-1940, Økonomiminister og minister for nordiske anliggender 1957-1961. Det Radikale Venstre.
- 1957-1973: Axel Ivan Pedersen, født 1905 i Skive, borgmester i Nykøbing Mors 1945-1962. (Socialdemokratiet.)
- 1960-1964: Kjeld Philip, født 1912, handelsminister 1957-1960, finansminister 1960-1961, økonomiminister 1961-1964, (radikal.)
- 1964-1975: forstander for Store Restrup Husmandsskole, senere formand for den radikale folketingsgruppe Svend Haugaard, født 1913 i Resen ved Skive, (radikal.)
- 1971-1973: konsulent, direktør Gunnar Jensen, født i 1927 i Klørup, Tånum Sogn, Sønderlyng Herred, Viborg Amt), viceborgmester i Skive fra 1966, (radikal).
- 1973-1978: proprietær, senere borgmester Aksel Pedersen, Frammerslev, kandidat i Skivekredsen 1971-1972, kandidat for Venstre i Morsøkredsen 1973-1977. I 1978 nedlagde Pedersen sit mandat, der blev overtaget af Anders Fogh Rasmussen.
- 1973-1981: fhv. undervisningsminister, senere udenrigsminister K.B. Andersen, født i 1914. Han var formand for Folketinget i 1978-1981, (socialdemokrat).
- 1975-1979: overlærer Jens Møller, født 1921 i Gerløv, landsformand for Kristeligt Folkeparti.
- 1979-1984: journalist Janne Normann, født 1938 i Odense, medlem af Rigsretten under Ninn-Hansen sagen, (radikal).
- 1979-2005: tidligere fiskerskipper Svend Heiselberg, født 1935 i Århus, (venstremand).
- 1984: sognepræst Asger Baunsbak-Jensen, født 1932 i Nørup pr. Regstrup i Nørre Jernløse Sogn, Holbæk Amt, (radikal). Baunsbak nedlagde mandatet, der blev overtaget af Dagmar Mørk Jensen, (født 1924 i Thisted) der var folketingsmedlem til 1988.
- 1984-1990: seminarielærer Leif Hermann, født 1941 i Maglegårds Sogn, Hellerup. (Socialistisk Folkeparti).
- 1987-1990: lektor Else Theill Sørensen, født 1941 i Skive. (Konservative Folkeparti).
- 1988-2001: sygeplejelærer Anne Marie Hansen, født 1943 i Skive, (socialdemokrat).
- 2001-2007: cand.scient.pol Pernille Blach Hansen, født 1974 i Kjellerup, (socialdemokrat).

## Valgstatistik 1834-1918
- December 1834: Valgt med 303 stemmer: gårdejer og møller Søren H. Revsgaard, Vium Mølle. Modkandidater: proprietær Jens Dalsgaard, Krabbesholm (179 stemmer) og proprietær Hans Rasmussen, Nyholm (170 stemmer).
- 28. januar 1841: Valgt med 194 stemmer: selvejer Peder Lydersen, Hvidbjerg Holmgaard (194 stemmer). Suppleant: Selvejer Jeppe Madsen, Krejbjerg (162 stemmer). Søren Revsgaard blev nummer 3 med 95 stemmer.
- 1847: Peder Lydersen blev genvalgt.
- Grinderslev Sogns repræsentanter. I en kort tid i 1840'erne var der 4 stænderdeputerede med tilknytning til Grinderslev. Det var: Præsten i Breum Jens Møller, der også blev medlem af Viborg amtsråd, proprietær Grønbech på Eskjær, der ligeledes blev amtrådsmedlem og var medlem af amtets valgbestyrelse, tobaksfabrikant Thomas Funder i Århus, der købte Astrup, men som var valgt til Stænderne for Århus by. Den fjerde stænderdeputerede var Spliid, der senere blev ejer af Gammel Skivehus. I stændertiden boede han på Hvenstrup i Vesthimmerland, men han var født på Grinderslev Kloster.
- 3. oktober 1848: Valgt med 436 stemmer: gårdejer Bertel Nørgaard, Krejbjerg (bondeven). Andre kandidater: rektor Frederik Christian Olsen Viborg Skole (170 stemmer) og stiftsamtmand Lucas von Bretton, Viborg, senere ejer af Stårup Hovedgård ved Højslev Kirkeby øst for Skive (102 stemmer).
- 4. december 1849 (Første valgrunde): Optællingen blev afbrudt, da Bertel Nørgaard havde fået 597 stemmer mod 434 til byfoged Willemoes, Skive.
- 3. januar 1850 (Omvalg): Bertel Nørgaard blev valgt med 723 stemmer, mens major von Harbou fik 143 stemmer.
- 4. august 1852: Bertel Nørgaard blev valgt med 351 stemmer, mens gårdejer og sognefoged Søren P. Lybye, Hem, (moderat konservativ) fik 323.
- 26. februar 1853: Bertel Nørgaard blev valgt med 545 stemmer, mens Søren Lybye fik 514.
- 26. maj 1853: Søren Lybye valgtes ved kåring, fordi modkandidaten ølbrygger Thomsen glemte at forlange skriftlig afstemning.
- 1. december 1854: Bertel Nørgaard blev valgt med 414 stemmer, mens Søren Lybye fik 235.
- 14. juni 1855: Bertel Nørgaard valgtes ved kåring. (Fra 1858 til sin død i oktober 1862 sad Bertel Nørgaard i Landstinget).
- 14. juni 1858: proprietær Jacob Knudsen, Moutrup på Mors (Højre) valgtes ved kåring, da Bondevennernes kandidat Jens Sørensen (Villadsen), Rødding, trak sig lige før valget. Jacob Knudsen var ikke tilstede ved valget.
- 14. juni 1861: Søren Lybye valgtes med 276 stemmer, mens gårdejer Christian Jensen, Vadum (bondeven) fik 264.
- 7. juni 1864: Chr. Jensen valgtes med 142 stemmer, mens Søren Lybye fik 123.
- (Brinck-Seidelin til Østergård i Åsted Sogn var medlem af Rigsrådets Folketing i 1864 - 1866).
- 4. juni 1866: Chr. Jensen (nu Mellempartiets venstre fløj) valgtes ved kåring.
- 12. oktober 1866: Chr. Jensen valgtes med 513 stemmer, mens baron Adeler på Eskjær fik 75.
- 22. september 1869: Chr. Jensen valgtes ved kåring.
- September 1872: Søren Lybye (Mellempartiets højre fløj) valgtes med 627 stemmer, mens Christian Jensen (Det forenede Venstre) fik 575.
- 14. november 1873: Søren Lybye valgtes med 1020 stemmer, mens Christian Jensen fik 714.
- 25. april 1876: Chr. Jensen valgtes med 863 stemmer, mens Søren Lybye fik 610. Et par år senere blev Søren Lybye (Højre) medlem af Landstinget.
- 3. januar 1879: Chr. Jensen valgtes med 684 stemmer, mens fhv. folketingsmand J.J. Christensen fra Ringkøbingegnen (Højre) fik 609. J.J. Christensen havde tidligere været valgt i Skjernkredsen og i Vardekredsen.
- 7. maj 1881: Chr. Jensen valgtes med 947 stemmer, mens fhv. folketings- og landstingsmand, godsejer Johan Christian Brinck-Seidelin til Østergård i Åsted Sogn (Højre) fik 882.
- 26. juli 1881: Chr. Jensen valgtes med 1250 stemmer, mens Brinch Seidelin fik 921. Den 16. august 1883 døde Chr. Jensen pludselig.
- 1883 (suppleringsvalg): gårdejer Jens Peter Dalsgaard, Harre, (Venstre) valgtes med 1420 stemmer, mens Brinch Seidelin fik 890.
- Juni 1884: Jens Peter Dalsgaard valgtes med 1475 stemmer, mens gårdejer Harald Balling, Ejskjær, (Højre) fik 879.
- Januar 1887: Jens Peter Dalsgaard valgtes med 1725 stemmer, mens gårdejer Jakob Mikkelsen, Kardybgård i Fjends Herred, (Højre) fik 1041.
- Januar 1890: Jens Peter Dalsgaard (Moderate Venstre) valgtes med 1791 stemmer, mens Jakob Mikkelsen fik 836.
- 20. april 1892: Jens Peter Dalsgaard valgtes ved kåring.
- 9. april 1895: Jens Peter Dalsgaard valgtes ved kåring.
- 1898: Jens Peter Dalsgaard valgtes med 1540 stemmer, mens redaktør J.P. Sundbo, Esbjerg (Socialdemokratiet) fik 163.
- 3. april 1901: Jens Peter Dalsgaard valgtes med 1461 stemmer, mens journalist, senere minister C. Nielsen Hauge, tidligere Fur, (Socialdemokratiet) fik 346.
- 1902 (suppleringsvalg): husmand Carl Hansen, Hem, tidligere Vinde Vestergård, (Venstrereformpartiet) valgtes med 899 stemmer, mens fhv. folketingsmand Anders Kristensen Slot, Ravnholt sydøst for Viborg, (Det moderate Venstre) fik 835 stemmer.
- 16. juni 1903: Carl Hansen valgtes med 1336 stemmer, mens Jens Mortensen, Tøndering, (Det moderate Venstre) fik 1068 stemmer, og husmand Peter Hansen, Hvingel (Socialdemokrat) 98 stemmer.
- 29. maj 1906: Carl Hansen valgtes med 1444 stemmer. Jens Mortensen, fik 629 stemmer, lærer Salomonsen, Oddense (Højre) fik 528 stemmer, og redaktør, senere formand for Folketinget Gerhard Nielsen, Skive (Socialdemokrat) fik 256 stemmer.
- 25. maj 1909: gårdejer Hans Nielsen, Dølby, (Venstreforeningen af 1908) valgtes med 1202 stemmer, mens lærer Salomonsen fik 799 stemmer, og Gerhard Nielsen fik 549 stemmer.
- 20. maj 1910: Hans Nielsen valgtes med 1657 stemmer, mens residerende kapellan ved Frihavnskirken (fra 1912 sognepræst ved Luther Kirken) Anton Skettrup (gammelmoderat med kraftig støtte fra Højre) fik 829 stemmer.
- 20. maj 1913: Hans Nielsen, Dølby valgtes med 1848 stemmer, mens proprietær M. Henriksen, Vium Mølle, (Højre) fik 715 stemmer, og husmand, senere landstingsmand Johs. Kr. Johansen (socialdemokrat), Kvosted, fik 348 stemmer.
- 7. marts 1915: Hans Nielsen valgtes ved kåring.
- 22. april 1918: Hans Nielsen, Vester Dølby (Uden for partierne) valgtes med 3.622 stemmer (55,4 procent). De tre øvrige kandidater fik omtrent 1.000 stemmer hver. De øvrige kandidater var husmand Johs. Kr. Johansen, Kvosted pr. Løgstrup (socialdemokrat) med 1.081 stemmer, gårdejer Søren Mehlsen, Kristrup (Venstre) med 921 stemmer, Mehlsen var født i Østsalling, og han deltog i landøkonomiske arbejde på Randers-egnen. Den sidste kandidat var gårdejer Aage Chr. Sørensen, Frederiksdal, Konservative Folkeparti med 918 stemmer. Vælgertallet var steget, fordi kvinder og tyende havde fået valgret.

### Landstingsvalget i Skive 1910
Ved landstingsvalget i Skive den 20. september 1910 blev der valgt 4 landstingsmænd. Det var direktør J.P. Dalsgaard, Roslev med 57 stemmer (Venstre), forpagter Laust Kristensen, Hurup med 61 stemmer (Venstre), konsul I.M.N. Johnsen, Thisted med 61 stemmer (Højre) og proprietær Olufsen, Kvistgaard ved Struer med 61 stemmer (Højre).

## Valgstatististik 2007 - 2022
Folketingsvalget 2022
|       | Socialdemokratiet       | 8,868  | 31.10 | +0.92  |  |  |
|       | Danmarksdemokraterne    | 6,142  | 21.54 | Nye    |  |  |
|       | Venstre                 | 3,952  | 13.86 | -18.61 |  |  |
|       | Liberal Alliance        | 1,802  | 6.32  | +4.82  |  |  |
|       | Socialistisk Folkeparti | 1,783  | 6.25  | +0.54  |  |  |
|       | Konservative Folkeparti | 1,604  | 5.62  | -0.25  |  |  |
|       | Moderaterne             | 1,489  | 5.22  | Nye    |  |  |
|       | Nye Borgerlige          | 838    | 2.94  | +1.13  |  |  |
|       | Dansk Folkeparti        | 579    | 2.03  | -5.65  |  |  |
|       | Enhedslisten            | 516    | 1.81  | -1.49  |  |  |
|       | Radikale Venstre        | 378    | 1.33  | -4.88  |  |  |
|       | Alternativet            | 284    | 1.00  | -0.11  |  |  |
|       | Kristendemokraterne     | 199    | 0.70  | -1.03  |  |  |
|       | Frie Grønne             | 59     | 0.21  | Nye    |  |  |
|       | Karen Predbjørn Klarbæk | 25     | 0.09  | Nye    |  |  |
|       |                         |        |       |        |  |  |
| Total | Total                   | 28,518 |       |        |  |  |
| Kilde |                         |        |       |        |  |  |

Folketingsvalget 2019
|        | Venstre                       | 9,555  | 32.47 \| | +5.53  |  |  |
|        | Socialdemokratiet             | 8,879  | 30.18    | -0.27  |  |  |
|        | Dansk Folkeparti              | 2,261  | 7.68     | -13.07 |  |  |
|        | Radikale                      | 1,826  | 6.21     | +3.15  |  |  |
|        | Konservative                  | 1,728  | 5.87     | +2.90  |  |  |
|        | SF                            | 1,681  | 5.71     | +2.84  |  |  |
|        | EL                            | 971    | 3.30     | -1.79  |  |  |
|        | Stram Kurs                    | 565    | 1.92     | Nye    |  |  |
|        | Nye Borgerlige                | 533    | 1.81     | Nye    |  |  |
|        | KD                            | 508    | 1.73     | +0.93  |  |  |
|        | Liberal Alliance              | 442    | 1.50     | -3.39  |  |  |
|        | Alternativet                  | 328    | 1.11     | -1.03  |  |  |
|        | Partiet Klaus Riskær Pedersen | 148    | 0.50     | Nye    |  |  |
|        |                               |        |          |        |  |  |
| Total  | Total                         | 29,425 |          |        |  |  |
| Source |                               |        |          |        |  |  |

Folketingsvalget 2015
|        | Socialdemokratiet | 9,164  | 30.45 | +1.36 |  |  |
|        | Venstre           | 8,106  | 26.94 | -4.20 |  |  |
|        | Dansk Folkeparti  | 6,245  | 20.75 | +8.37 |  |  |
|        | EL                | 1,531  | 5.09  | +1.34 |  |  |
|        | Liberal Alliance  | 1,472  | 4.89  | +0.65 |  |  |
|        | Radikale          | 922    | 3.06  | -4.26 |  |  |
|        | Konservative      | 893    | 2.97  | +0.39 |  |  |
|        | SF                | 864    | 2.87  | -5.78 |  |  |
|        | Alternativet      | 644    | 2.14  | Nye   |  |  |
|        | KD                | 242    | 0.80  | -0.03 |  |  |
|        | Erik Sputnik      | 9      | 0.03  | Nye   |  |  |
|        |                   |        |       |       |  |  |
| Total  | Total             | 30,092 |       |       |  |  |
| Source |                   |        |       |       |  |  |

Folketingsvalget 2011
|        | Venstre                   | 9,701  | 31.14 | -4.07 |  |  |
|        | Socialdemokratiet         | 9,064  | 29.09 | +0.88 |  |  |
|        | Dansk Folkeparti          | 3,856  | 12.38 | -0.81 |  |  |
|        | SF                        | 2,696  | 8.65  | -1.44 |  |  |
|        | Radikale                  | 2,281  | 7.32  | +2.69 |  |  |
|        | Liberal Alliance          | 1,322  | 4.24  | +2.81 |  |  |
|        | EL                        | 1,168  | 3.75  | +2.90 |  |  |
|        | Konservative              | 803    | 2.58  | -2.79 |  |  |
|        | KD                        | 259    | 0.83  | -0.18 |  |  |
|        | Rikke Cramer Christiansen | 7      | 0.02  | Nye   |  |  |
|        | Ejgil Kølbæk              | 0      | 0.00  | -0.01 |  |  |
|        |                           |        |       |       |  |  |
| Total  | Total                     | 31,157 |       |       |  |  |
| Source |                           |        |       |       |  |  |

Folketingsvalget 2007
|        | Venstre          | 9,701  | 31.14 | -4.07             |       |       |       |
|        | 10,883           | 35.21  | -1.26 | Socialdemokratiet | 8,721 | 28.21 | +0.23 |
|        | Dansk Folkeparti | 4,078  | 13.19 | +0.34             |       |       |       |
|        | SF               | 3,120  | 10.09 | +4.82             |       |       |       |
|        | Konservative     | 1,660  | 5.37  | -1.33             |       |       |       |
|        | Radikale         | 1,431  | 4.63  | -2.55             |       |       |       |
|        | Ny Alliance      | 443    | 1.43  | Nye               |       |       |       |
|        | KD               | 311    | 1.01  | -0.46             |       |       |       |
|        | EL               | 262    | 0.85  | -0.40             |       |       |       |
|        | Ejgil Kølbæk     | 2      | 0.01  | Nye               |       |       |       |
|        |                  |        |       |                   |       |       |       |
| Total  | Total            | 30,911 |       |                   |       |       |       |
| Source |                  |        |       |                   |       |       |       |

Folketingsvalget 2001
|        | Venstre            | 12,391 | 33.74 | +7.19 |  |  |
|        | Socialdemokratiet  | 11,432 | 31.13 | -5.90 |  |  |
|        | Dansk Folkeparti   | 4,548  | 12.39 | +5.13 |  |  |
|        | Konservative       | 2,826  | 7.70  | +0.40 |  |  |
|        | Radikale           | 2,021  | 5.50  | -1.51 |  |  |
|        | SF                 | 1,637  | 4.46  | -0.65 |  |  |
|        | KD                 | 823    | 2.24  | -0.44 |  |  |
|        | CD                 | 395    | 1.08  | -2.47 |  |  |
|        | Fremskridtspartiet | 331    | 0.90  | -1.28 |  |  |
|        | EL                 | 316    | 0.86  | -0.18 |  |  |
|        |                    |        |       |       |  |  |
| Total  | Total              | 36,720 |       |       |  |  |
| Source |                    |        |       |       |  |  |

Folketingsvalget 1998
|        | Socialdemokratiet     | 13,487 | 37.03 | +0.78 |  |  |
|        | Venstre               | 9,671  | 26.55 | +0.73 |  |  |
|        | Konservative          | 2,657  | 7.30  | -6.75 |  |  |
|        | Dansk Folkeparti      | 2,643  | 7.26  | Nye   |  |  |
|        | Radikale              | 2,554  | 7.01  | +0.50 |  |  |
|        | SF                    | 1,860  | 5.11  | -0.12 |  |  |
|        | CD                    | 1,293  | 3.55  | +1.73 |  |  |
|        | Kristeligt Folkeparti | 977    | 2.68  | +0.86 |  |  |
|        | Fremskridtspartiet    | 794    | 2.18  | -4.97 |  |  |
|        | EL                    | 377    | 1.04  | -0.31 |  |  |
|        | Demokratisk Fornyelse | 106    | 0.29  | Nye   |  |  |
|        |                       |        |       |       |  |  |
| Total  | Total                 | 36,419 |       |       |  |  |
| Source |                       |        |       |       |  |  |

Folketingsvalget 1994
|        | Socialdemokratiet     | 13,021 | 36.25 | -1.09 |  |  |
|        | Venstre               | 9,275  | 25.82 | +7.57 |  |  |
|        | Konservative          | 5,046  | 14.05 | -1.01 |  |  |
|        | Fremskridtspartiet    | 2,570  | 7.15  | -1.60 |  |  |
|        | Radikale              | 2,338  | 6.51  | -0.17 |  |  |
|        | SF                    | 1,880  | 5.23  | -0.47 |  |  |
|        | Kristeligt Folkeparti | 653    | 1.82  | -0.74 |  |  |
|        | CD                    | 652    | 1.82  | -1.58 |  |  |
|        | EL                    | 486    | 1.35  | +0.88 |  |  |
|        |                       |        |       |       |  |  |
| Total  | Total                 | 35,921 |       |       |  |  |
| Source |                       |        |       |       |  |  |

## Kredsens grænser
Livø Bredning i Limfjorden har altid været kredsens grænse mod nord. Øen Fur er kredsens nordligste sogn. Mod syd er kredsen landfast med resten af Jylland. Her er kredsens grænse blevet flyttet 6 gange.
Nedenfor er angivet i hvilke perioder de forskellige områder har hørt til kredsen:
- 1834-nu: Nordsalling (Harre og Nørre herreder, senere Sallingsund og Sundsøre kommuner)
- 1834-nu: Krejbjerg og Balling sogne i Rødding Herred
- 1834-nu: Volling Sogn i Hindborg Herred.
- 1834-1847 og 1849-nu: Øvrige landsogne i Hindborg Herred.
- 1834-1894 og 1971-nu: Rødding, Lihme, Lem-Vejby og Håsum-Ramsing i Rødding Herred, senere Spøttrup Kommune
- 1834-1847 og 1971-nu: Estvad-Rønbjerg i Ginding Herred
- 1834-1847: Sognene omkring Vinderup (Ejsing, Sahl (med Vinderup), Handbjerg, Vejrum, Hjerm og Gimsing (med Struer Havn)).
- 1848-nu: Skive by
- 1971-nu: Nordfjends
- 1971-2006: Vest- og Midtfjends (Fjends Kommune)

## Folketingskandidater pr. 25/11-2018

### Valgkredsens kandidater for de pr. november 2018 opstillingsberettigede partier
| Liste | Parti                       | Kandidat          | Bemærk |
| ----- | --------------------------- | ----------------- | ------ |
| A     | Socialdemokratiet           | Anne Paulin       |        |
| B     | Radikale Venstre            | Andreas Steenberg |        |
| C     | Det Konservative Folkeparti |                   |        |
| D     | Nye Borgerlige              | Helge Hoffmann    |        |
| F     | Socialistisk Folkeparti     |                   |        |
| I     | Liberal Alliance            |                   |        |
| O     | Dansk Folkeparti            | Anette Svindborg  |        |
| V     | Venstre                     | Inger Støjberg    |        |
| Ø     | Enhedslisten                | Lars Dohn         |        |
| Å     | Alternativet                | Stine Isaksen     |        |